# Un'estate fa (Delta V)
Un'estate fa è un singolo dei Delta V, con la voce di Gi Kalweit, versione italiana di Une belle histoire, pubblicato nel 2001 come anticipazione dal loro terzo album Monaco '74. Il singolo ottiene un discreto successo estivo e porta il gruppo ad esibirsi al Festivalbar. Il videoclip della canzone segna l'inizio della collaborazione tra i Delta V ed il regista Lorenzo Vignolo.

## CD Singolo
1. Un'estate fa
2. Summer ending (versione inglese)
3. Kids *
4. A winter remix *

 Tracce disponibili soltanto su questo CD singolo. Summer Ending compare come bonus track in Delta V Collection.